# Unterheydener Straße 15a (Mönchengladbach)

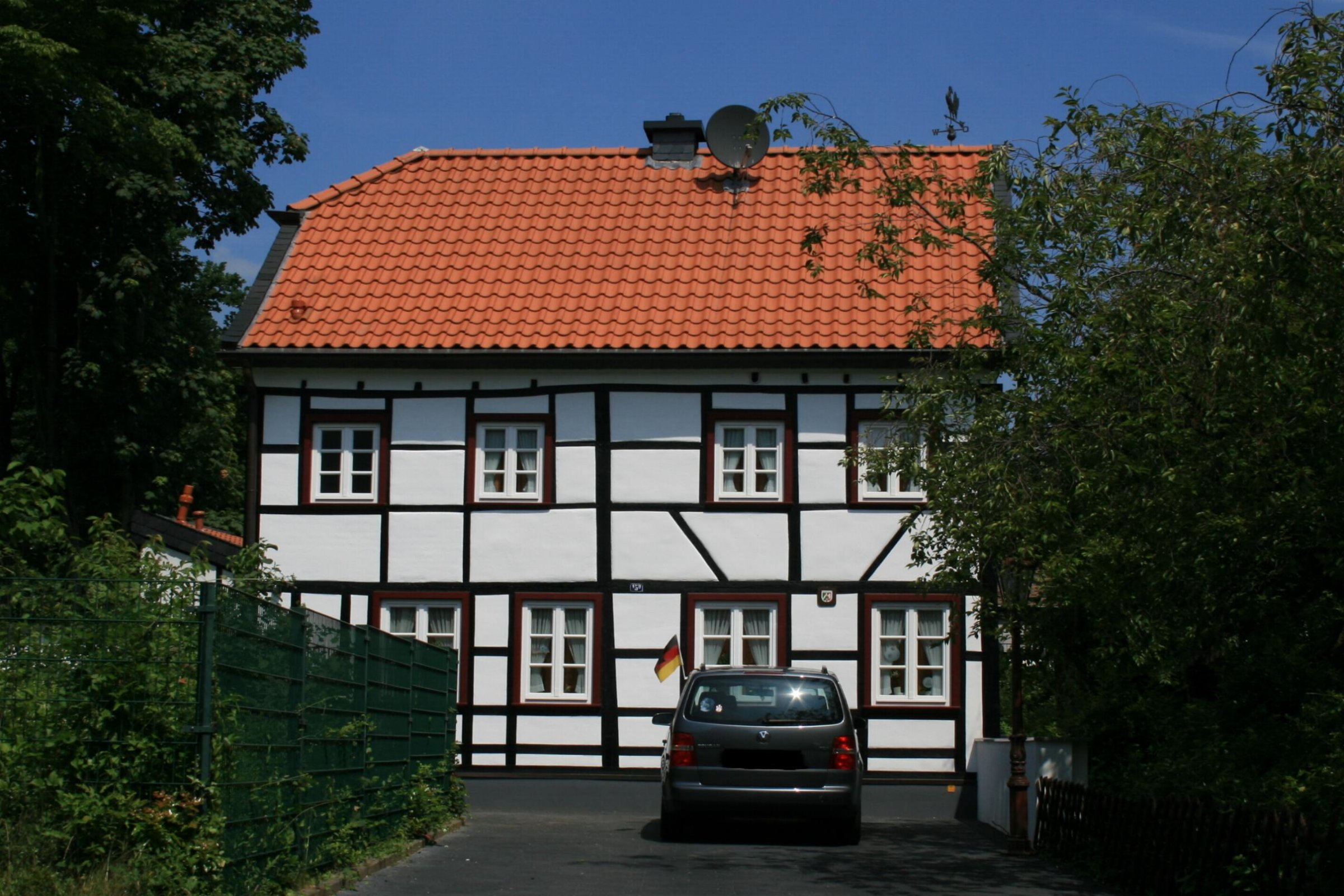
Fachwerkhaus (2010)

Das Wohnhaus Unterheydener Straße 15a steht im Stadtteil Rheydt in Mönchengladbach (Nordrhein-Westfalen).
Das Fachwerkhaus wurde um 1800 erbaut und unter Nr. U 001 am 4. Dezember 1984 in die Denkmalliste der Stadt Mönchengladbach eingetragen.

## Lage
Im alten Siedlungskern von Heyden steht in der Unterheydener Straße eine Gruppe von mehreren Fachwerkhäusern.  

## Architektur
Das Fachwerkhaus Nr. 15a ist ein zweigeschossiges Fachwerkgebäude mit Satteldach sowie einseitig ein Krüppelwalm und ein Hinterhaus aus dem Jahre um 1800.
Die Fachwerkgebäude an der Unterheydener Straße sind als Denkmal schützenswert.